# Han Na-lae
Han Na-lae (ur. 6 lipca 1992 w Inczonie) – południowokoreańska tenisistka, reprezentantka kraju w Pucharze Billie Jean King.

## Kariera tenisowa
W karierze zwyciężyła w trzynastu singlowych i dwudziestu ośmiu deblowych turniejach rangi ITF. 17 czerwca 2019 roku zajmowała najwyższe miejsce w rankingu singlowym WTA Tour – 149. pozycję. 7 listopada 2022 osiągnęła najwyższą pozycję w rankingu deblowym – 95. miejsce.

## Finały turniejów WTA
| Legenda                     | Legenda |
| --------------------------- | ------- |
| Wielki Szlem                |         |
| Igrzyska olimpijskie        |         |
| WTA Tour Championships      |         |
| 2009 – 2020                 |         |
| WTA Premier Mandatory       |         |
| WTA Premier 5               |         |
| WTA Premier                 |         |
| WTA International Series    |         |
| WTA 125K series (2012–2020) |         |
| od 2021                     |         |
| WTA 1000 (obowiązkowe)      |         |
| WTA 1000 (nieobowiązkowe)   |         |
| WTA 500                     |         |
| WTA 250                     |         |
| WTA 125                     |         |

### Gra podwójna 1 (1–0)
| Końcowy wynik | Nr | Data             | Turniej | Nawierzchnia | Partnerka   | Przeciwniczki               | Wynik finału |
| ------------- | -- | ---------------- | ------- | ------------ | ----------- | --------------------------- | ------------ |
| Zwyciężczyni  | 1. | 23 września 2018 | Seul    | Twarda       | Choi Ji-hee | Hsieh Shu-ying Hsieh Su-wei | 6:3, 6:2     |

## Finały turniejów WTA 125

### Gra podwójna 2 (2–0)
| Końcowy wynik | Nr | Data            | Turniej | Nawierzchnia  | Partnerka     | Przeciwniczki                          | Wynik finału   |
| ------------- | -- | --------------- | ------- | ------------- | ------------- | -------------------------------------- | -------------- |
| Zwyciężczyni  | 1. | 26 grudnia 2021 | Seul    | Twarda (hala) | Choi Ji-hee   | Walendini Gramatikopulu Réka Luca Jani | 6:4, 6:4       |
| Zwyciężczyni  | 2. | 24 czerwca 2023 | Gaiba   | Trawiasta     | Jang Su-jeong | Weronika Falkowska Katarzyna Piter     | 6:3, 3:6, 10–6 |

## Wygrane turnieje rangi ITF
| turnieje z pulą nagród 100 000 $ |
| turnieje z pulą nagród 75 000 $  |
| turnieje z pulą nagród 50 000 $  |
| turnieje z pulą nagród 25 000 $  |
| turnieje z pulą nagród 15 000 $  |
| turnieje z pulą nagród 10 000 $  |

### Gra pojedyncza
|     | Data       | Turniej    | ($)    | Naw.   | Finalistka          | Wynik         |
| 1.  | 14/08/2011 | Tajpej     | 10 000 | twarda | Emi Mutaguchi       | 6:3, krecz    |
| 2.  | 13/11/2013 | Seul       | 25 000 | twarda | Kim Da-hye          | 6:4, 6:4      |
| 3.  | 08/03/2015 | Port Pirie | 15 000 | twarda | Jang Su-jeong       | 3:6, 6:4, 6:2 |
| 4.  | 26/12/2015 | Bangkok    | 25 000 | twarda | Risa Ozaki          | 6:2, 6:4      |
| 5.  | 22/05/2016 | Goyang     | 25 000 | twarda | Harriet Dart        | 6:3, 6:2      |
| 6.  | 10/07/2016 | Yuxi       | 25 000 | twarda | Lu Jiaxi            | 5:7, 6:1, 6:3 |
| 7.  | 20/05/2017 | Inczon     | 25 000 | twarda | Luksika Kumkhum     | 7:6(2), 7:5   |
| 8.  | 24/06/2018 | Daegu      | 25 000 | twarda | Misaki Doi          | 5:2 krecz     |
| 9.  | 14/04/2019 | Osaka      | 25 000 | twarda | Wang Xiyu           | 7:5, 3:6, 6:3 |
| 10. | 02/06/2019 | Inczon     | 25 000 | twarda | Anastasija Gasanowa | 6:3, 6:0      |
| 11. | 09/06/2019 | Daegu      | 25 000 | twarda | Haruna Arakawa      | 6:1, 6:2      |
| 12. | 23/01/2022 | Monastyr   | 25 000 | twarda | Katherine Sebov     | 6:3, 6:2      |
| 13. | 13/11/2022 | Yokohama   | 25 000 | twarda | Miyu Katō           | 7:5, 6:0      |